# Screen Actors Guild-díj a legjobb férfi főszereplőnek (mozifilm)
A legjobb főszereplő színész kategóriában átadott Screen Actors Guild-díjat az első, 1995-ös díjátadó óta osztják ki minden évben, értékelve a mozifilmek férfi főszereplőit.
A legtöbb győzelmet Daniel Day-Lewis aratta, három alkalommal. A legtöbbször jelölt színész Denzel Washington hat, majd Leonardo DiCaprio öt jelöléssel, akik mindketten egy-egy alkalommal, a 2010-es években vehették át a díjat. Russell Crowe, Tom Hanks és Sean Penn pályafutása során ezidáig négy-négy jelölést szerzett, mindegyik színész egy alkalommal bizonyult a legjobbnak a kategóriában.

## Győztesek és jelöltek
Győztes színész
- – az adott színész ugyanezzel a szereppel megnyerte a legjobb férfi főszereplőnek járó Oscar-díjat.
- – az adott színész ugyanezzel a szereppel Oscar-jelölést kapott legjobb férfi főszereplő kategóriában.

(MEGJEGYZÉS: Az Év oszlop az adott film bemutatási évére utal, a tényleges díjátadó ceremóniát a következő évben rendezték meg.)

### 1990-es évek
| Év                          | Színész                    | Színész                         | Szerep                     | Magyar cím                          | Eredeti cím  |
| 1994 1. gála                |                            |                                 |                            |                                     |              |
| --------------------------- | -------------------------- | ------------------------------- | -------------------------- | ----------------------------------- | ------------ |
| 1994 1. gála                |                            | Tom Hanks                       | Forrest Gump               | Forrest Gump                        | Forrest Gump |
| 1994 1. gála                | Morgan Freeman             | Ellis 'Red' Redding             | A remény rabjai            | The Shawshank Redemption            |              |
| 1994 1. gála                | Tim Robbins                | Andy Dufresne                   | A remény rabjai            | The Shawshank Redemption            |              |
| 1994 1. gála                | Paul Newman                | Donald 'Sully' Sullivan         | Senki bolondja             | Nobody's Fool                       |              |
| 1994 1. gála                | John Travolta              | Vincent Vega                    | Ponyvaregény               | Pulp Fiction                        |              |
| 1995 2. gála                |                            |                                 |                            |                                     |              |
|                             | Nicolas Cage               | Ben Sanderson                   | Las Vegas, végállomás      | Leaving Las Vegas                   |              |
| Anthony Hopkins             | Richard Nixon              | Nixon                           | Nixon                      |                                     |              |
| James Earl Jones            | Stephen Kumalo tiszteletes | Kiáltsd, ez kedves vidék!       | Cry, the Beloved Country   |                                     |              |
| Sean Penn                   | Matthew Poncelet           | Ments meg, Uram!                | Dead Man Walking           |                                     |              |
| Massimo Troisi (posztumusz) | Mario Ruoppolo             | Neruda postása                  | Il Postino: The Postman    |                                     |              |
| 1996 3. gála                |                            |                                 |                            |                                     |              |
|                             | Geoffrey Rush              | David Helfgott                  | Ragyogj!                   | Shine                               |              |
| Tom Cruise                  | Jerry Maguire              | Jerry Maguire – A nagy hátraarc | Jerry Maguire              |                                     |              |
| Ralph Fiennes               | gróf Almásy László         | Az angol beteg                  | The English Patient        |                                     |              |
| Woody Harrelson             | Larry Flynt                | Larry Flynt, a provokátor       | The People vs. Larry Flynt |                                     |              |
| Billy Bob Thornton          | Karl Childers              | Pengeélen                       | Sling Blade                |                                     |              |
| 1997 4. gála                |                            |                                 |                            |                                     |              |
|                             | Jack Nicholson             | Melvin Udall                    | Lesz ez még így se!        | As Good as It Gets                  |              |
| Matt Damon                  | Will Hunting               | Good Will Hunting               | Good Will Hunting          |                                     |              |
| Robert Duvall               | Euliss 'Sonny' Dewey       | Az apostol                      | The Apostle                |                                     |              |
| Peter Fonda                 | Ulysses 'Ulee' Jackson     | Ulee aranya                     | Ulee's Gold                |                                     |              |
| Dustin Hoffman              | Stanley Motss              | Amikor a farok csóválja…        | Wag the Dog                |                                     |              |
| 1998 5. gála                |                            |                                 |                            |                                     |              |
|                             | Roberto Benigni            | Guido Orefice                   | Az élet szép               | Life Is Beautiful (La vita è bella) |              |
| Joseph Fiennes              | William Shakespeare        | Szerelmes Shakespeare           | Shakespeare in Love        |                                     |              |
| Tom Hanks                   | John H. Miller százados    | Ryan közlegény megmentése       | Saving Private Ryan        |                                     |              |
| Ian McKellen                | James Whale                | Érzelmek tengerében             | Gods and Monsters          |                                     |              |
| Nick Nolte                  | Wade Whitehouse            | Kisvárosi gyilkosság            | Affliction                 |                                     |              |
| 1999 6. gála                |                            |                                 |                            |                                     |              |
|                             | Kevin Spacey               | Lester Burnham                  | Amerikai szépség           | American Beauty                     |              |
| Jim Carrey                  | Andy Kaufman               | Ember a Holdon                  | Man on the Moon            |                                     |              |
| Russell Crowe               | Jeffrey Wigand             | A bennfentes                    | The Insider                |                                     |              |
| Philip Seymour Hoffman      | Rusty                      | Hibátlanok                      | Flawless                   |                                     |              |
| Denzel Washington           | Rubin 'Hurricane' Carter   | Hurrikán                        | The Hurricane              |                                     |              |

### 2000-es évek
| Év                | Színész                          | Színész                               | Szerep                                       | Magyar cím                                             | Eredeti cím |
| 2000 7. gála      |                                  |                                       |                                              |                                                        |             |
| ----------------- | -------------------------------- | ------------------------------------- | -------------------------------------------- | ------------------------------------------------------ | ----------- |
| 2000 7. gála      |                                  | Benicio del Toro                      | Javier Rodriguez                             | Traffic                                                | Traffic     |
| 2000 7. gála      | Jamie Bell                       | Billy Elliot                          | Billy Elliot                                 | Billy Elliot                                           |             |
| 2000 7. gála      | Russell Crowe                    | Maximus Decimus Meridius              | Gladiátor                                    | Gladiator                                              |             |
| 2000 7. gála      | Tom Hanks                        | Chuck Noland                          | Számkivetett                                 | Cast Away                                              |             |
| 2000 7. gála      | Geoffrey Rush                    | De Sade márki                         | Sade márki játékai                           | Quills                                                 |             |
| 2001 8. gála      |                                  |                                       |                                              |                                                        |             |
|                   | Russell Crowe                    | John Forbes Nash Jr.                  | Egy csodálatos elme                          | A Beautiful Mind                                       |             |
| Kevin Kline       | George Monroe                    | Az élet háza                          | Life as a House                              |                                                        |             |
| Sean Penn         | Sam Dawson                       | Nevem Sam                             | I Am Sam                                     |                                                        |             |
| Denzel Washington | Alonzo Harris                    | Kiképzés                              | Training Day                                 |                                                        |             |
| Tom Wilkinson     | Matt Fowler                      | A hálószobában                        | In the Bedroom                               |                                                        |             |
| 2002 9. gála      |                                  |                                       |                                              |                                                        |             |
|                   | Daniel Day-Lewis                 | William 'Bill the Butcher' Cutting    | New York bandái                              | Gangs of New York                                      |             |
| Adrien Brody      | Władysław 'Wladek' Szpilman      | A zongorista                          | The Pianist                                  |                                                        |             |
| Nicolas Cage      | Charlie Kaufman / Donald Kaufman | Adaptáció                             | Adaptation                                   |                                                        |             |
| Richard Gere      | Billy Flynn                      | Chicago                               | Chicago                                      |                                                        |             |
| Jack Nicholson    | Warren Schmidt                   | Schmidt története                     | About Schmidt                                |                                                        |             |
| 2003 10. gála     |                                  |                                       |                                              |                                                        |             |
|                   | Johnny Depp                      | Jack Sparrow kapitány                 | A Karib-tenger kalózai: A Fekete Gyöngy átka | Pirates of the Caribbean: The Curse of the Black Pearl |             |
| Peter Dinklage    | Finbar McBride                   | Az állomásfőnök                       | The Station Agent                            |                                                        |             |
| Ben Kingsley      | Massoud Amir Behrani ezredes     | Ház a ködben                          | House of Sand and Fog                        |                                                        |             |
| Bill Murray       | Bob Harris                       | Elveszett jelentés                    | Lost in Translation                          |                                                        |             |
| Sean Penn         | Jimmy Markum                     | Titokzatos folyó                      | Mystic River                                 |                                                        |             |
| 2004 11. gála     |                                  |                                       |                                              |                                                        |             |
|                   | Jamie Foxx                       | Ray Charles                           | Ray                                          | Ray                                                    |             |
| Don Cheadle       | Paul Rusesabagina                | Hotel Ruanda                          | Hotel Rwanda                                 |                                                        |             |
| Johnny Depp       | J. M. Barrie                     | Én, Pán Péter                         | Finding Neverland                            |                                                        |             |
| Leonardo DiCaprio | Howard Hughes                    | Aviátor                               | The Aviator                                  |                                                        |             |
| Paul Giamatti     | Miles Raymond                    | Kerülőutak                            | Sideways                                     |                                                        |             |
| 2005 12. gála     |                                  |                                       |                                              |                                                        |             |
|                   | Philip Seymour Hoffman           | Truman Capote                         | Capote                                       | Capote                                                 |             |
| Russell Crowe     | Jim Braddock                     | A remény bajnoka                      | Cinderella Man                               |                                                        |             |
| Heath Ledger      | Ennis Del Mar                    | Brokeback Mountain – Túl a barátságon | Brokeback Mountain                           |                                                        |             |
| Joaquin Phoenix   | Johnny Cash                      | A nyughatatlan                        | Walk the Line                                |                                                        |             |
| David Strathairn  | Edward R. Murrow                 | Jó estét, jó szerencsét!              | Good Night, and Good Luck                    |                                                        |             |
| 2006 13. gála     |                                  |                                       |                                              |                                                        |             |
|                   | Forest Whitaker                  | Idi Amin                              | Az utolsó skót király                        | The Last King of Scotland                              |             |
| Leonardo DiCaprio | Danny Archer                     | Véres gyémánt                         | Blood Diamond                                |                                                        |             |
| Ryan Gosling      | Dan Dunne                        | Fél Nelson                            | Half Nelson                                  |                                                        |             |
| Peter O’Toole     | Maurice Russell                  | Vénusz                                | Venus                                        |                                                        |             |
| Will Smith        | Chris Gardner                    | A boldogság nyomában                  | The Pursuit of Happyness                     |                                                        |             |
| 2007 14. gála     |                                  |                                       |                                              |                                                        |             |
|                   | Daniel Day-Lewis                 | Daniel Plainview                      | Vérző olaj                                   | There Will Be Blood                                    |             |
| George Clooney    | Michael Clayton                  | Michael Clayton                       | Michael Clayton                              |                                                        |             |
| Ryan Gosling      | Lars Lindstrom                   | Plasztik szerelem                     | Lars and the Real Girl                       |                                                        |             |
| Emile Hirsch      | Christopher McCandless           | Út a vadonba                          | Into the Wild                                |                                                        |             |
| Viggo Mortensen   | Nikolai Luzhin                   | Eastern Promises – Gyilkos ígéretek   | Eastern Promises                             |                                                        |             |
| 2008 15. gála     |                                  |                                       |                                              |                                                        |             |
|                   | Sean Penn                        | Harvey Milk                           | Milk                                         | Milk                                                   |             |
| Richard Jenkins   | Walter Vale                      | A látogató                            | The Visitor                                  |                                                        |             |
| Frank Langella    | Richard Nixon                    | Frost/Nixon                           | Frost/Nixon                                  |                                                        |             |
| Brad Pitt         | Benjamin Button                  | Benjamin Button különös élete         | The Curious Case of Benjamin Button          |                                                        |             |
| Mickey Rourke     | Randy 'The Ram' Robinson         | A pankrátor                           | The Wrestler                                 |                                                        |             |
| 2009 16. gála     |                                  |                                       |                                              |                                                        |             |
|                   | Jeff Bridges                     | Otis 'Bad' Blake                      | Őrült szív                                   | Crazy Heart                                            |             |
| George Clooney    | Ryan Bingham                     | Egek ura                              | Up in the Air                                |                                                        |             |
| Colin Firth       | George Falconer                  | Egy egyedülálló férfi                 | A Single Man                                 |                                                        |             |
| Morgan Freeman    | Nelson Mandela                   | Invictus – A legyőzhetetlen           | Invictus                                     |                                                        |             |
| Jeremy Renner     | William James                    | A bombák földjén                      | The Hurt Locker                              |                                                        |             |

### 2010-es évek
| Év                    | Színész                      | Színész                                  | Szerep                            | Magyar cím               | Eredeti cím       |
| 2010 17. gála         |                              |                                          |                                   |                          |                   |
| --------------------- | ---------------------------- | ---------------------------------------- | --------------------------------- | ------------------------ | ----------------- |
| 2010 17. gála         |                              | Colin Firth                              | VI. György király                 | A király beszéde         | The King's Speech |
| 2010 17. gála         | Jeff Bridges                 | Reuben 'Rooster' Cogburn                 | A félszemű                        | True Grit                |                   |
| 2010 17. gála         | Robert Duvall                | Felix Bush                               | A temetésem szervezem             | Get Low                  |                   |
| 2010 17. gála         | Jesse Eisenberg              | Mark Zuckerberg                          | Social Network – A közösségi háló | The Social Network       |                   |
| 2010 17. gála         | James Franco                 | Aron Ralston                             | 127 óra                           | 127 Hours                |                   |
| 2011 18. gála         |                              |                                          |                                   |                          |                   |
|                       | Jean Dujardin                | George Valentin                          | The Artist – A némafilmes         | The Artist               |                   |
| Demián Bichir         | Carlos Galindo               | A kertész                                | A Better Life                     |                          |                   |
| George Clooney        | Matt King                    | Utódok                                   | The Descendants                   |                          |                   |
| Leonardo DiCaprio     | John Edgar Hoover            | J. Edgar – Az FBI embere                 | J. Edgar                          |                          |                   |
| Brad Pitt             | Billy Beane                  | Pénzcsináló                              | Moneyball                         |                          |                   |
| 2012 19. gála         |                              |                                          |                                   |                          |                   |
|                       | Daniel Day-Lewis             | Abraham Lincoln                          | Lincoln                           | Lincoln                  |                   |
| Bradley Cooper        | Patrizio 'Pat' Solitano, Jr. | Napos oldal                              | Silver Linings Playbook           |                          |                   |
| John Hawkes           | Mark O'Brien                 | A kezelés                                | The Sessions                      |                          |                   |
| Hugh Jackman          | Jean Valjean                 | A nyomorultak                            | Les Misérables                    |                          |                   |
| Denzel Washington     | William 'Whip' Whitaker, Sr. | Kényszerleszállás                        | Flight                            |                          |                   |
| 2013 20. gála         |                              |                                          |                                   |                          |                   |
|                       | Matthew McConaughey          | Ron Woodroof                             | Mielőtt meghaltam                 | Dallas Buyers Club       |                   |
| Bruce Dern            | Woodrow 'Woody' Grant        | Nebraska                                 | Nebraska                          |                          |                   |
| Chiwetel Ejiofor      | Solomon Northup              | 12 év rabszolgaság                       | 12 Years a Slave                  |                          |                   |
| Tom Hanks             | Richard Phillips kapitány    | Phillips kapitány                        | Captain Phillips                  |                          |                   |
| Forest Whitaker       | Cecil Gaines                 | A komornyik                              | The Butler                        |                          |                   |
| 2014 21. gála         |                              |                                          |                                   |                          |                   |
|                       | Eddie Redmayne               | Stephen Hawking                          | A mindenség elmélete              | The Theory of Everything |                   |
| Steve Carell          | John Eleuthère du Pont       | Foxcatcher                               | Foxcatcher                        |                          |                   |
| Benedict Cumberbatch  | Alan Turing                  | Kódjátszma                               | The Imitation Game                |                          |                   |
| Jake Gyllenhaal       | Louis 'Lou' Bloom            | Éjjeli féreg                             | Nightcrawler                      |                          |                   |
| Michael Keaton        | Riggan Thomson               | Birdman avagy (A mellőzés meglepő ereje) | Birdman                           |                          |                   |
| 2015 22. gála         |                              |                                          |                                   |                          |                   |
|                       | Leonardo DiCaprio            | Hugh Glass                               | A visszatérő                      | The Revenant             |                   |
| Bryan Cranston        | Dalton Trumbo                | Trumbo                                   | Trumbo                            |                          |                   |
| Johnny Depp           | Whitey Bulger                | Fekete mise                              | Black Mass                        |                          |                   |
| Michael Fassbender    | Steve Jobs                   | Steve Jobs                               | Steve Jobs                        |                          |                   |
| Eddie Redmayne        | Lili Elbe / Einar Wegener    | A dán lány                               | The Danish Girl                   |                          |                   |
| 2016 23. gála         |                              |                                          |                                   |                          |                   |
|                       | Denzel Washington            | Troy Maxson                              | Kerítések                         | Fences                   |                   |
| Casey Affleck         | Lee Chandler                 | A régi város                             | Manchester by the Sea             |                          |                   |
| Andrew Garfield       | Desmond T. Doss              | A fegyvertelen katona                    | Hacksaw Ridge                     |                          |                   |
| Ryan Gosling          | Sebastian Wilder             | Kaliforniai álom                         | La La Land                        |                          |                   |
| Viggo Mortensen       | Ben Cash                     | Captain Fantastic                        | Captain Fantastic                 |                          |                   |
| 2017 24. gála         |                              |                                          |                                   |                          |                   |
|                       | Gary Oldman                  | Winston Churchill                        | A legsötétebb óra                 | Darkest Hour             |                   |
| Timothée Chalamet     | Elio Perlman                 | Szólíts a neveden                        | Call Me by Your Name              |                          |                   |
| James Franco          | Tommy Wiseau                 | A katasztrófaművész                      | The Disaster Artist               |                          |                   |
| Daniel Kaluuya        | Chris Washington             | Tűnj el!                                 | Get Out                           |                          |                   |
| Denzel Washington     | Roman J. Israel              | A jogdoktor                              | Roman J. Israel, Esq.             |                          |                   |
| 2018 25. gála         |                              |                                          |                                   |                          |                   |
|                       | Rami Malek                   | Freddie Mercury                          | Bohém rapszódia                   | Bohemian Rhapsody        |                   |
| Christian Bale        | Dick Cheney                  | Alelnök                                  | Vice                              |                          |                   |
| Bradley Cooper        | Jackson Maine                | Csillag születik                         | A Star Is Born                    |                          |                   |
| Viggo Mortensen       | Tony Lip                     | Zöld könyv – Útmutató az élethez         | Green Book                        |                          |                   |
| John David Washington | Ron Stallworth               | Csuklyások – BlacKkKlansman              | BlacKkKlansman                    |                          |                   |
| 2019 26. gála         |                              |                                          |                                   |                          |                   |
|                       | Joaquin Phoenix              | Arthur Fleck / Joker                     | Joker                             | Joker                    |                   |
| Christian Bale        | Ken Miles                    | Az aszfalt királyai                      | Ford v Ferrari                    |                          |                   |
| Leonardo DiCaprio     | Rick Dalton                  | Volt egyszer egy Hollywood               | Once Upon a Time in Hollywood     |                          |                   |
| Adam Driver           | Charlie Barber               | Házassági történet                       | Marriage Story                    |                          |                   |
| Taron Egerton         | Elton John                   | Rocketman                                | Rocketman                         |                          |                   |

### 2020-es évek
| Év                   | Színész                   | Színész              | Szerep                        | Magyar cím                      | Eredeti cím              |
| 2020 27. gála        |                           |                      |                               |                                 |                          |
| -------------------- | ------------------------- | -------------------- | ----------------------------- | ------------------------------- | ------------------------ |
| 2020 27. gála        |                           | Chadwick Boseman     | Levee Green                   | Ma Rainey: A blues nagyasszonya | Ma Rainey's Black Bottom |
| 2020 27. gála        | Riz Ahmed                 | Ruben Stone          | A metál csendje               | Sound of Metal                  |                          |
| 2020 27. gála        | Anthony Hopkins           | Anthony              | Az apa                        | The Father                      |                          |
| 2020 27. gála        | Gary Oldman               | Herman J. Mankiewicz | Mank                          | Mank                            |                          |
| 2020 27. gála        | Steven Yeun               | Jacob Yi             | Minari – A családom története | Minari                          |                          |
| 2021 28. gála        |                           |                      |                               |                                 |                          |
|                      | Will Smith                | Richard Williams     | Richard király                | King Richard                    |                          |
| Javier Bardem        | Desi Arnaz                | Az élet Ricardóéknál | Being the Ricardos            |                                 |                          |
| Benedict Cumberbatch | Phil Burbank              | A kutya karmai közt  | The Power of the Dog          |                                 |                          |
| Andrew Garfield      | Jonathan Larson           | Tick, Tick... Boom!  | Tick, Tick... Boom!           |                                 |                          |
| Denzel Washington    | Lord Macbeth              | Macbeth tragédiája   | The Tragedy of Macbeth        |                                 |                          |
| 2022 29. gála        |                           |                      |                               |                                 |                          |
|                      | Brendan Fraser            | Charlie              | A bálna                       | The Whale                       |                          |
| Austin Butler        | Elvis Presley             | Elvis                | Elvis                         |                                 |                          |
| Colin Farrell        | Pádraic Súilleabháin      | A sziget szellemei   | The Banshees of Inisherin     |                                 |                          |
| Bill Nighy           | Mr. Williams              | Élj!                 | Living                        |                                 |                          |
| Adam Sandler         | Stanley Sugerman          | Mindent egy lapra    | Hustle                        |                                 |                          |
| 2023 30. gála        |                           |                      |                               |                                 |                          |
|                      | Cillian Murphy            | Robert Oppenheimer   | Oppenheimer                   | Oppenheimer                     |                          |
| Bradley Cooper       | Leonard Bernstein         | Maestro              | Maestro                       |                                 |                          |
| Colman Domingo       | Bayard Rustin             | Rustin               | Rustin                        |                                 |                          |
| Paul Giamatti        | Paul Hunham               | Téli szünet          | The Holdovers                 |                                 |                          |
| Jeffrey Wright       | Thelonious "Monk" Ellison | Amerikai irodalom    | American Fiction              |                                 |                          |
| 2024 31. gála        |                           |                      |                               |                                 |                          |
|                      | Timothée Chalamet         | Bob Dylan            | Sehol se otthon               | A Complete Unknown              |                          |
| Adrien Brody         | László Tóth               | A brutalista         | The Brutalist                 |                                 |                          |
| Daniel Craig         | William Lee               | Queer                | Queer                         |                                 |                          |
| Colman Domingo       | John "Divine G" Whitfield | Sing Sing            | Sing Sing                     |                                 |                          |
| Ralph Fiennes        | Thomas Lawrence bíboros   | Konklávé             | Conclave                      |                                 |                          |

## Rekordok

### Többszörös győzelmek
3 győzelem
- Daniel Day-Lewis

### Többszörös jelölések
| 2 jelölés - Christian Bale - Jeff Bridges - Adrien Brody - Nicolas Cage - Timothée Chalamet - Benedict Cumberbatch - Colman Domingo - Robert Duvall - Ralph Fiennes - Colin Firth - James Franco - Morgan Freeman - Andrew Garfield - Paul Giamatti - Philip Seymour Hoffman - Anthony Hopkins - Jack Nicholson - Gary Oldman - Eddie Redmayne - Joaquin Phoenix - Brad Pitt - Geoffrey Rush - Will Smith - Forest Whitaker | 3 jelölés - George Clooney - Bradley Cooper - Daniel Day-Lewis - Johnny Depp - Ryan Gosling - Viggo Mortensen 4 jelölés - Russell Crowe - Tom Hanks - Sean Penn 5 jelölés - Leonardo DiCaprio 6 jelölés - Denzel Washington |

## Fordítás
- Ez a szócikk részben vagy egészben  a   Screen Actors Guild Award for Outstanding Performance by a Male Actor in a Leading Role című angol Wikipédia-szócikk fordításán alapul.  Az eredeti cikk szerkesztőit annak laptörténete sorolja fel. Ez a jelzés csupán a megfogalmazás eredetét és a szerzői jogokat jelzi, nem szolgál a cikkben szereplő információk forrásmegjelöléseként.